# Geršoni
Geršoni (Geršomové, Gersoni nebo Gersonidé apod.) byla pražská židovská rodina knihtiskařů v 15.-17. století.
Zakladatelem rodu byl knihtiskař Geršom ben Šlomo Kohen Katz (1475–1541), též Katz/Kaz, odtud pozdější označení Kazische Buchdruckerei.

## Čelnové rodiny
- Šlomo ha-Kohen Katz
- 1475–1541: Geršom ben Šlomo Kohen Katz
- 1480–1526: Geronim ben Šlomo Katz
- 1498–1540: Šlomo ben Geršon Katz
- 1500–1556: Moše ben Geršon Katz
- 1502–1591: Mordechaj Cemach Katz, rabín, spoluzakladatel Pražského pohřebního bratrstva "Chevra kadiša"
- 1506–1541: Jehuda ben Geršon Katz
- 1628–1690: Izák ben Jehuda Judles Katz